# 里加計畫區

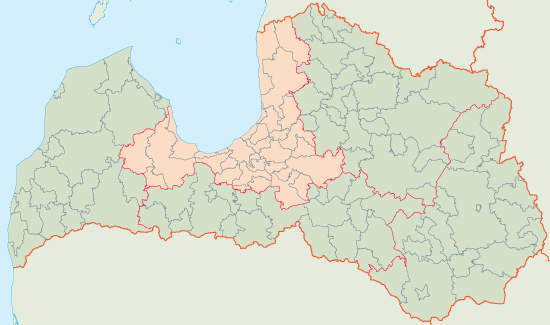
里加計畫區於拉脫維亞的位置

里加計畫區，是拉脫維亞的五個計畫區之一，位於該國北部。面積10,132 km²，人口數1,030,071，人口密度約101.7人/km²。最大城市為里加。里加計畫區為拉脫維亞人口最多的計劃區。

## 外部連結
- 里加計畫區 （页面存档备份，存于）